# تکنیک مدل‌سازی شیء

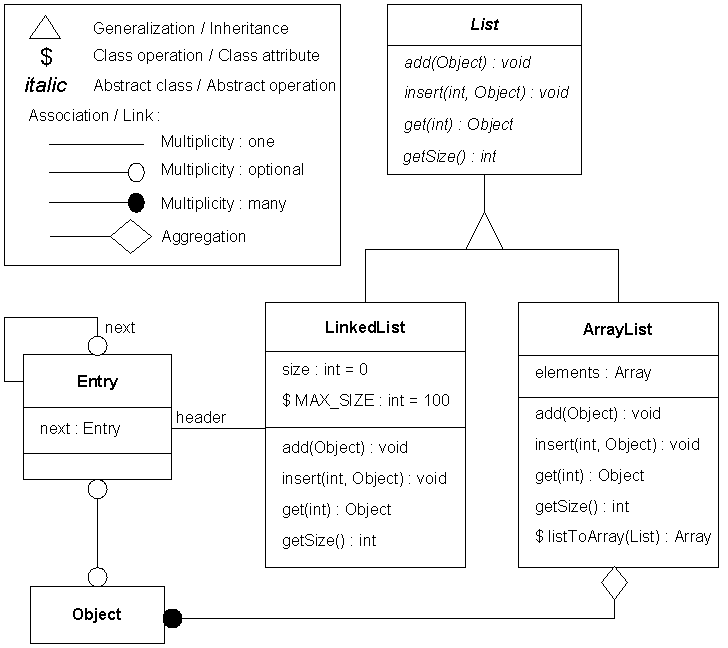
نمودار شی OMT

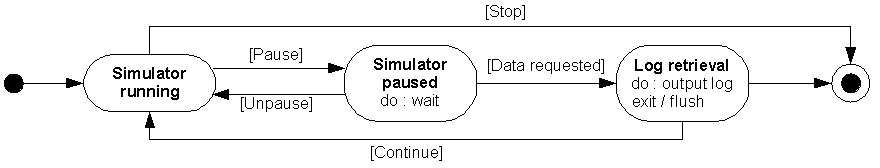
نمودار وضعیت OMT

تکنیک مدل‌سازی شی (به انگلیسی: Object-Modeling Technique) یا OMT، یک زبان مدل‌سازی شی برای طراحی و مدل‌سازی نرم‌افزار است. این تکنیک در حدود سال ۱۹۹۱ توسط رمباف، بلاها، پرمرلانی، ادی و لورنسن به عنوان شیوه‌ای برای توسعه سیستم‌های شی گرا و پشتیبانی از برنامه نویسی شی گرا به وجود آمد.
OMT به عنوان دیدگاهی در تولید نرم‌افزار به وجود آمد. اهداف مدلسازی بنا به رمباف(۱۹۹۱)  عبارتند از:
- آزمودن موجودیت‌های فیزیکی پیش از ساختن آن‌ها (شبیه سازی)
- ارتباطات با مشتری
- مصور سازی (شیوه دیگری برای نمایش اطلاعات)، و
- کاهش پیچیدگی

OMT سه گونه مدل اصلی را پیشنهاد می‌کند:
- مدل شی : مدل شی نمایشگر پایدارترین پدیده ایستا در دامنه مدل شده‌است.[۳] مفاهیم اصلی مدل کلاسها، رابطه‌ها، خصوصیات و عملیات هستند. اجتماع و تعمیم (با وراثت چندگانه) روابط از پیش تعریف شده‌اند.[۲]
- مدل پویا : مدل پویا نمایشگر یک دیدگاه حالت/گذار (State/Transition) به مدل است. مفاهیم اصلی آن وضعیت‌ها، گذار بین وضعیت‌ها و رویدادهایی است که باعث وقوع گذار و انتفال حالت می‌شوند. تعمیم وتجمیع روابط ازپیش تعریف شده‌اند.[۲]
- مدل کارکردی : مدل کارکردی چشم‌اندازی فرایندی به مدل داردو تقریباً با نمودارهای جریان داده متناظر است. مفاهیم اصلی فرایند، ذخیره داده، جریان داده و کنش گر(Actor)ها هستند.[۲]

OMT جد زبان مدل‌سازی یکپارچه (UML) محسوب می‌شود. بسیاری از عناصر مدلسازی OMT با UML مشترکند.

## مطالعه بیشتر
- جیمز رامبورگ، Michael Blaha، William Premerlani، Frederick Eddy، William Lorensen (۱۹۹۰). Object-Oriented Modeling and Design. Prentice Hall. ISBN 0-13-629841-9
- Terri Quatrani، Michael Jesse Chonoles (۱۹۹۶). Succeeding With the Booch and OMT Methods: A Practical Approach. Addison Wesley. ISBN 0-8053-2279-5